# Echinoclathria notialis
Echinoclathria notialis är en svampdjursart som beskrevs av Hooper 1996. Echinoclathria notialis ingår i släktet Echinoclathria och familjen Microcionidae.
Artens utbredningsområde är Sydaustralien. Inga underarter finns listade i Catalogue of Life.